# Caddo Parish
Das Caddo Parish (frz.: Paroisse de Caddo) ist ein Parish im US-amerikanischen Bundesstaat Louisiana. Im Jahr 2020 hatte das Parish 237.848 Einwohner und eine Bevölkerungsdichte von 14,1 Einwohnern pro Quadratkilometer. Der Verwaltungssitz (Parish Seat) ist Shreveport, benannt nach dem Entdecker Henry Miller Shreve.
Das Caddo Parish ist Bestandteil der Metropolregion Shreveport-Bossier City am Red River.

## Geografie
Das Parish liegt im äußersten Nordwesten von Louisiana, grenzt im Norden an Arkansas, im Westen an Texas und wird im Osten vom Red River begrenzt. Es hat eine Fläche von 2427 Quadratkilometern, wovon 142 Quadratkilometer Wasserfläche sind. An das Caddo Parish grenzen folgende Nachbarparishes und -countys:
| Cass County (Texas)                            | Miller County (Arkansas) | Lafayette County (Arkansas) |
| Marion County (Texas), Harrison County (Texas) |                          | Bossier Parish              |
| Panola County (Texas)                          | De Soto Parish           | Red River Parish            |

## Geschichte
Das Caddo Parish wurde 1838 aus Teilen des Natchitoches Parish gebildet. Benannt wurde es nach dem Indianervolk der Caddo.

### Historische Objekte

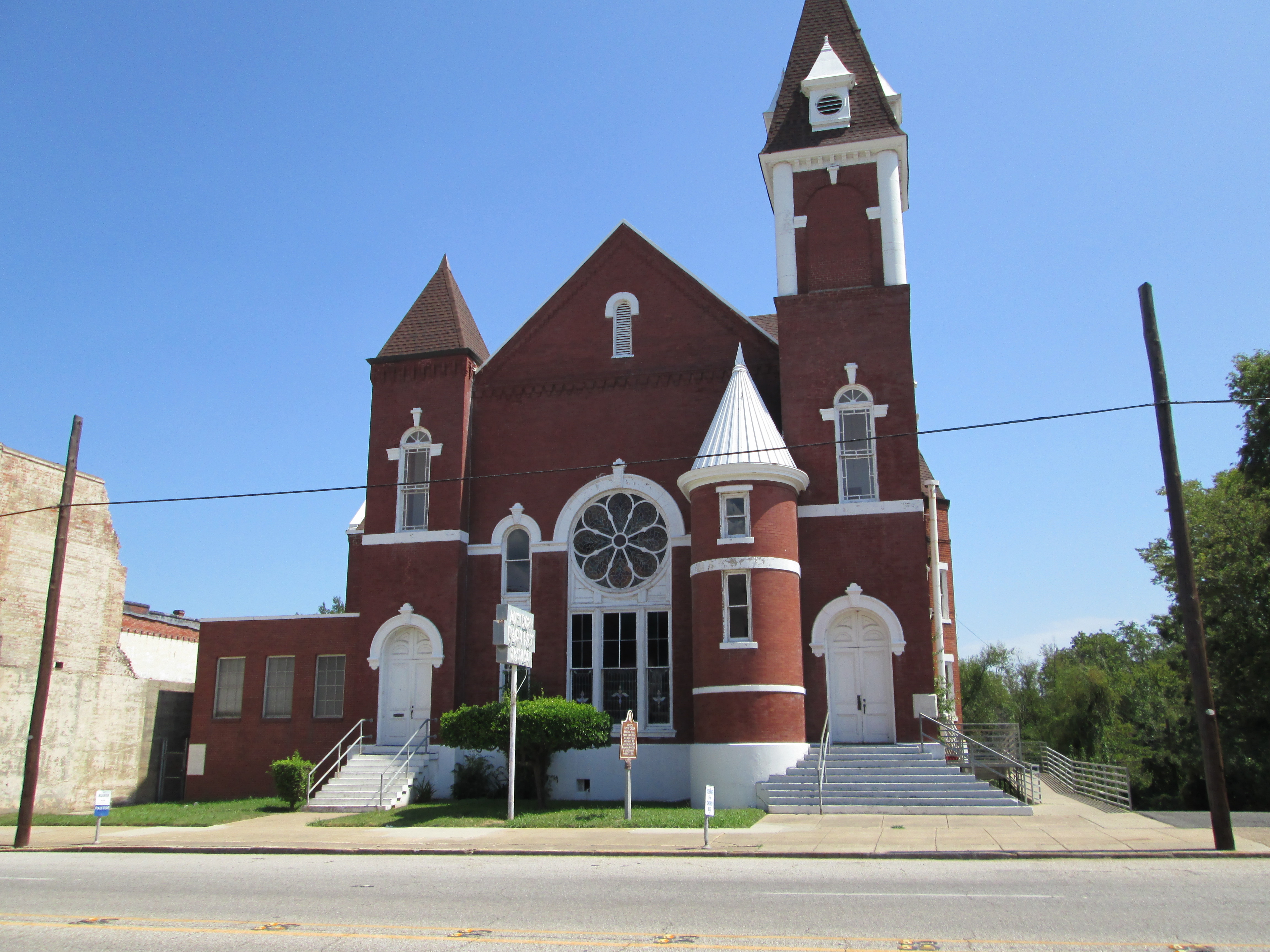
Antioch Baptist Church in Shreveport, seit 1982 im NRHP gelistet
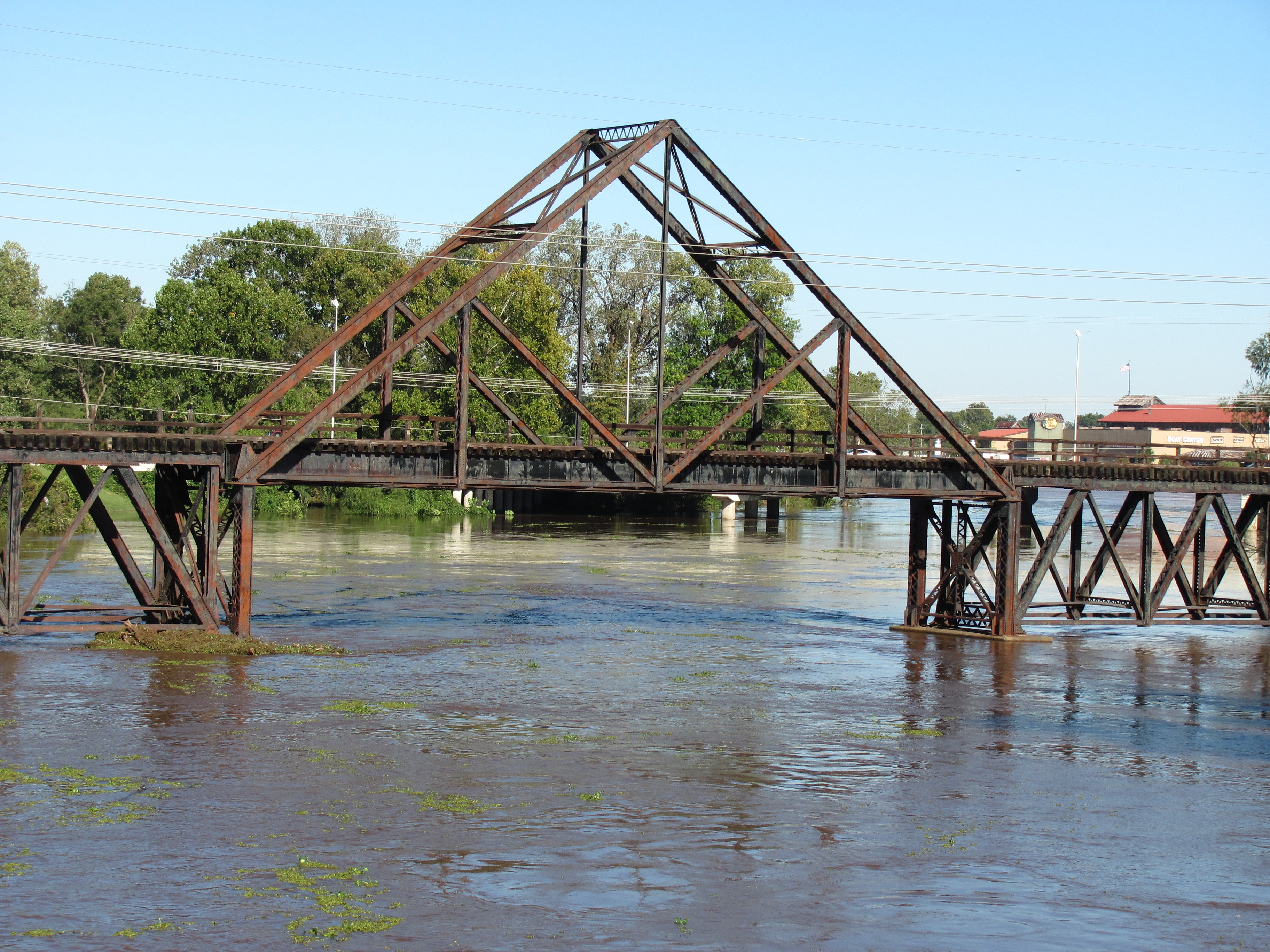
Kansas City Southern Railroad Bridge in Shreveport, seit 1995 im NRHP gelistet
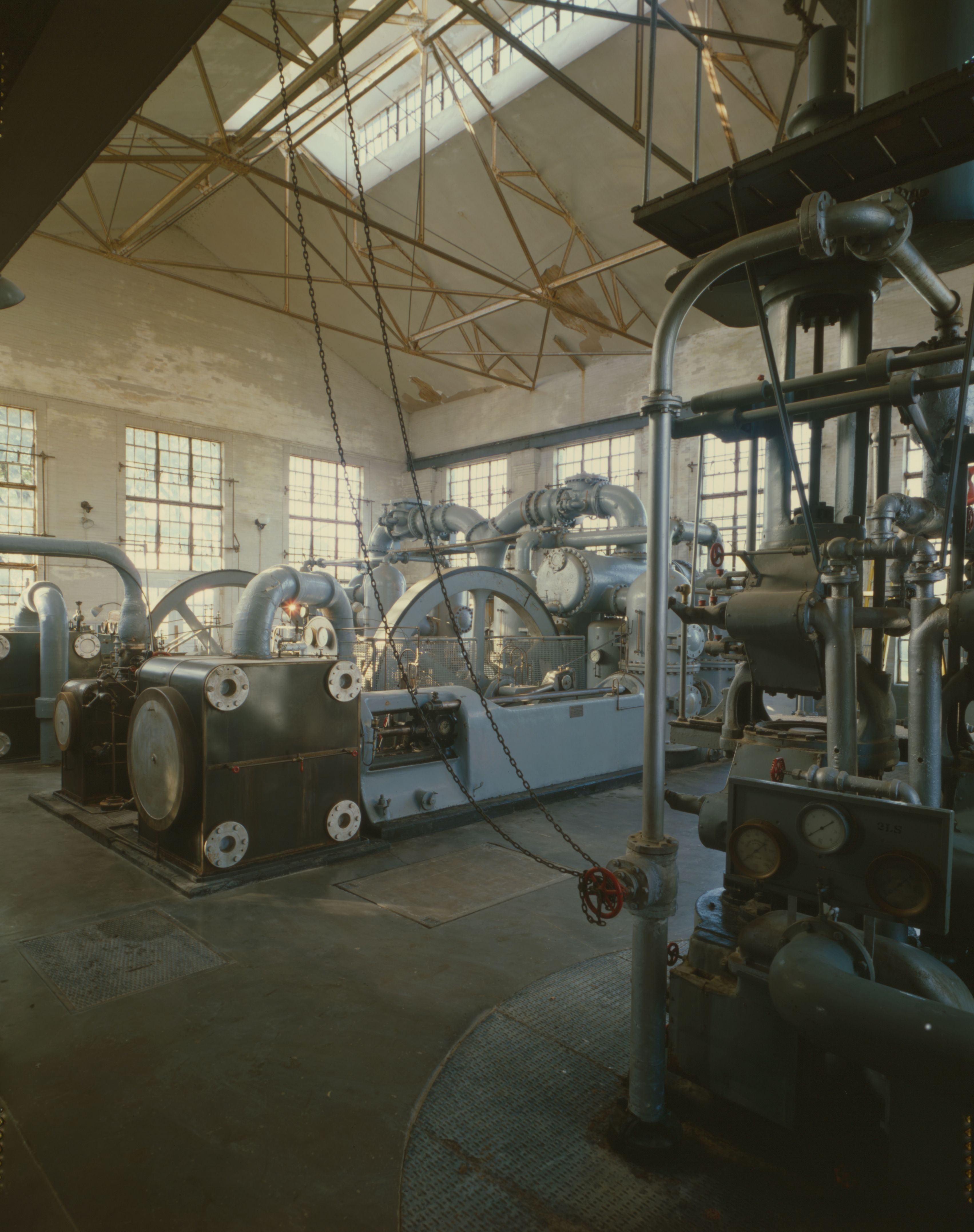
Shreveport Waterworks Pumping Station, seit 1980 im NRHP gelistet
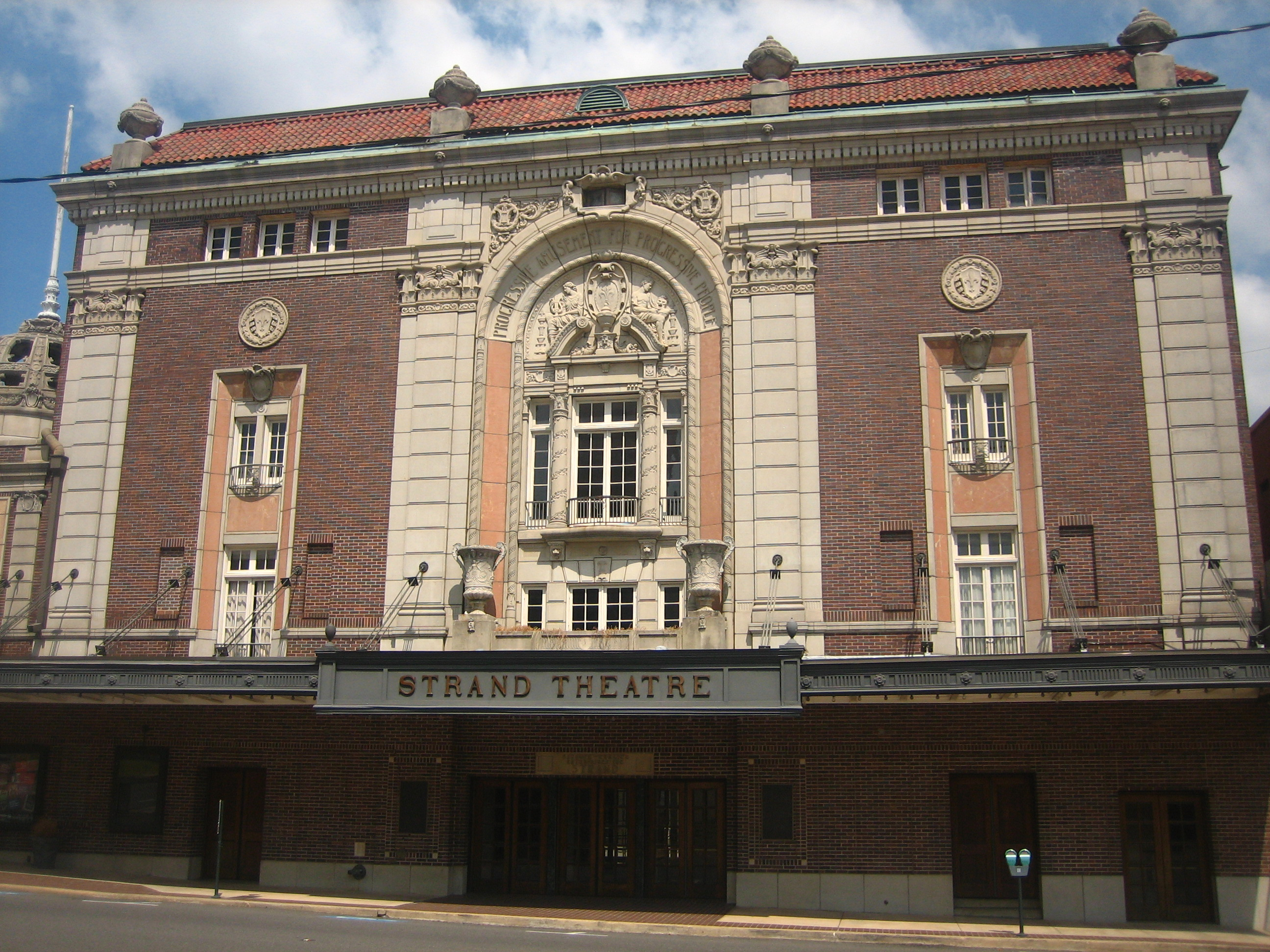
Strand Theatre in Shreveport, seit 1977 im NRHP gelistet

Das Shreveport Municipal Memorial Auditorium und die Shreveport Waterworks Pumping Station haben wegen ihrer besonderen geschichtlichen Bedeutung den Status einer National Historic Landmark.
Weitere historische Objekte:
- Liste der Einträge im National Register of Historic Places im Caddo Parish

## Bevölkerung
Nach der Volkszählung im Jahr 2010 lebten im Caddo Parish 254.969 Menschen in 98.270 Haushalten. Die Bevölkerungsdichte betrug 111,6 Einwohner pro Quadratkilometer. In den 98.270 Haushalten lebten statistisch je 2,52 Personen.
Ethnisch betrachtet setzte sich die Bevölkerung zusammen aus 49,1 Prozent Weißen, 47,7 Prozent Afroamerikanern, 0,5 Prozent amerikanischen Ureinwohnern, 1,2 Prozent Asiaten, 0,1 Prozent Polynesiern sowie aus anderen ethnischen Gruppen; 1,4 Prozent stammten von zwei oder mehr Ethnien ab. Unabhängig von der ethnischen Zugehörigkeit waren 2,6 Prozent der Bevölkerung spanischer oder lateinamerikanischer Abstammung.
24,5 Prozent der Bevölkerung waren unter 18 Jahre alt, 61,6 Prozent waren zwischen 18 und 64 und 13,9 Prozent waren 65 Jahre oder älter. 52,5 Prozent der Bevölkerung war weiblich.
Das jährliche Durchschnittseinkommen eines Haushalts lag bei 39.086 USD. Das Pro-Kopf-Einkommen betrug 23.743 USD. 20,1 Prozent der Einwohner lebten unterhalb der Armutsgrenze.

## Ortschaften im Caddo Parish
City
- Shreveport1

Towns
- Blanchard
- Greenwood
- Oil City
- Vivian

Villages
| - Belcher - Giliam - Hosston | - Ida - Mooringsport - Rodessa |

Census-designated place (CDP)
- Lakeview

Andere Unincorporated Communities
| - Arkla Gas - Bethany - Caddo - Caspiana - Cecile - Cedar Grove - Centenary - Dixie | - Dixie Gardens - Fairgrounds - Flournoy - Forbing - Gayles - Greenwood Park - Howard - Keithville | - La Chute - Lucas - Madison Park - Meadow Park Heights - Mira - Pine Oak Terrace - Risinger Woods - Robson | - Sentell - Shreve Island - Southern Hills - Southfield - Spring Lake - Springridge - Summer Grove - Sunset Acres | - Trees - Westdale - Williams - Youree - Zylks |

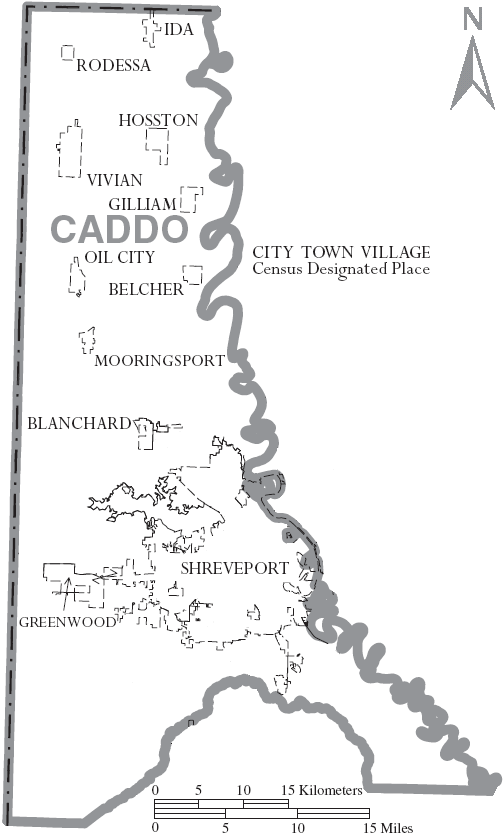
Ortschaften im Caddo Parish

1 – zu einem kleinen Teil im Bossier Parish

## Gliederung

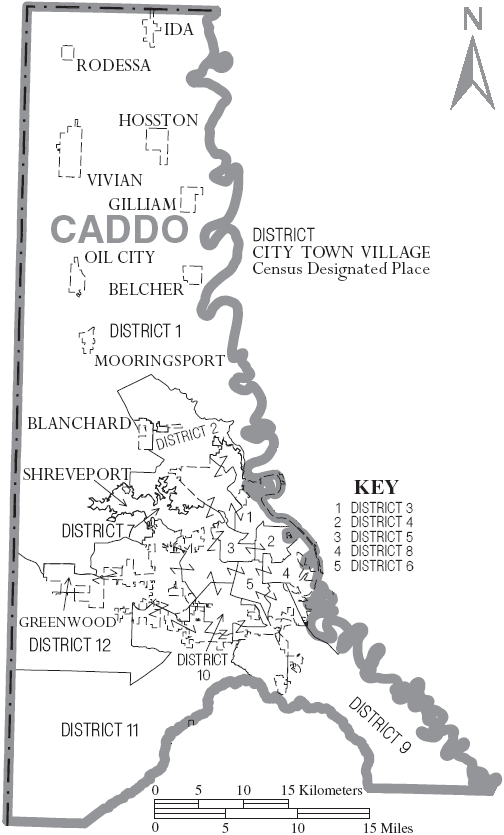
Gliederung des Caddo Parish

Das Caddo Parish ist in zwölf durchnummerierte Distrikte eingeteilt:
| Distrikt | Einwohner (2010) | FIPS     |
| -------- | ---------------- | -------- |
| 1        | 20.040           | 22-94024 |
| 2        | 20.785           | 22-94222 |
| 3        | 15.077           | 22-94402 |
| 4        | 21.976           | 22-94585 |
| 5        | 16.773           | 22-94783 |
| 6        | 17.745           | 22-94951 |

| Distrikt | Einwohner (2010) | FIPS     |
| -------- | ---------------- | -------- |
| 7        | 20.024           | 22-95110 |
| 8        | 24.142           | 22-95254 |
| 9        | 27.649           | 22-95371 |
| 10       | 20.162           | 22-95473 |
| 11       | 25.213           | 22-95551 |
| 12       | 25.383           | 22-95617 |